# University of Manchester

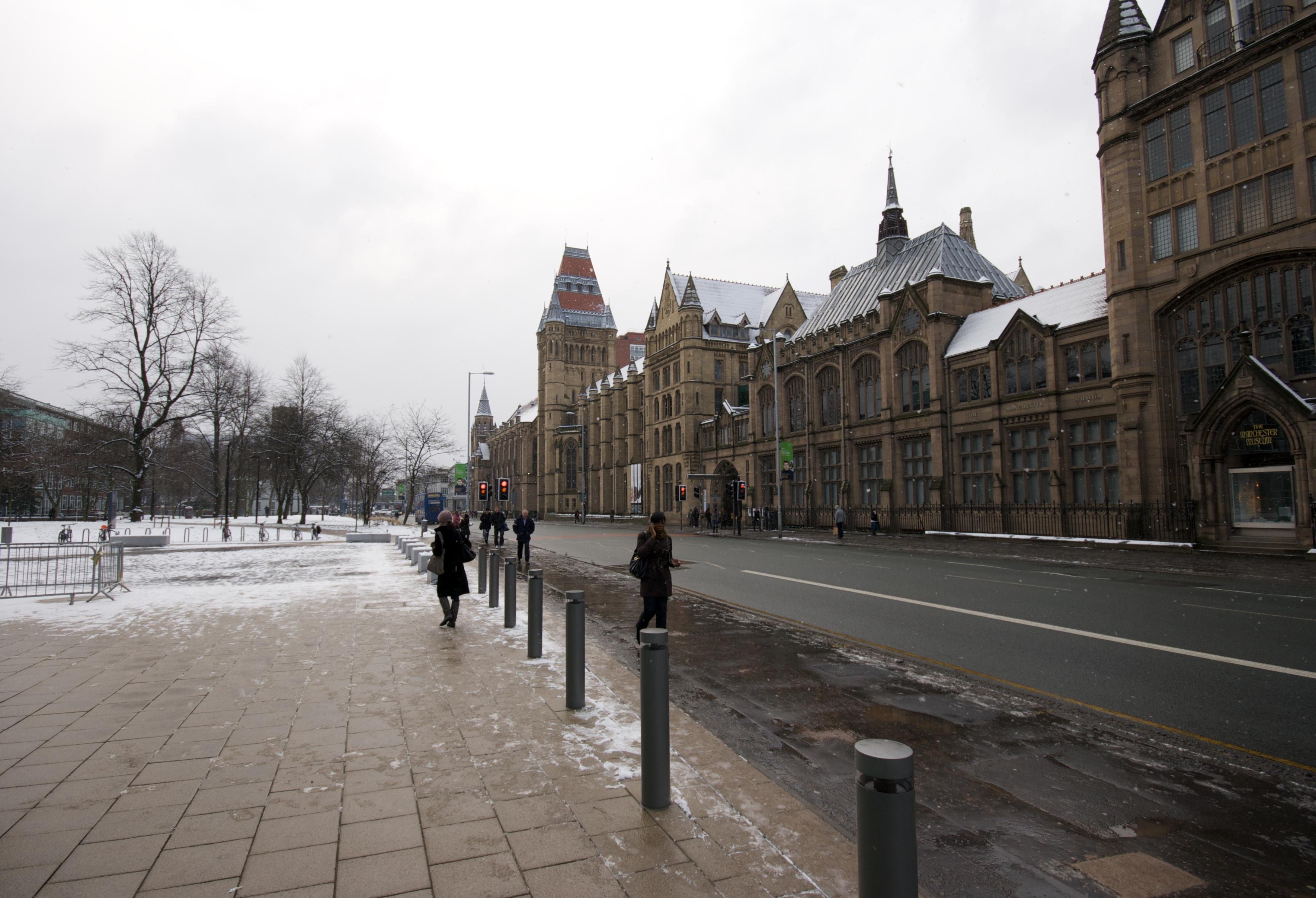
The University of Manchester

The University of Manchester är ett traditionellt (red brick) universitet i Manchester, England. Med över 40 000 studenter fördelade på 500 akademiska program, mer än 10 000 lärare och en årsinkomst på nära 600 miljoner brittiska pund är det Storbritanniens största universitet med endast ett campus. Universitetet erhåller fler ansökningar från blivande studenter än något annat brittiskt universitet, med över 60 000 ansökningar för endast undergraduate-program. Den brittiska dagstidningen The Sunday Times beskriver att universitetet har ett genomgående högt anseende för sina utbildningar, men är särskilt framträdande inom biologirelaterade program, ingenjörskonst, humaniora, ekonomi, sociologi och samhällsvetenskap. 
Universitetet i dess nuvarande form bildades 2004 genom en sammanslagning av Victoria University of Manchester (som då var allmänt känt som University of Manchester) och UMIST (University of Manchester Institute of Science and Technology). The University of Manchester är medlem av den välfinansierade Russellgruppen och utnämndes till årets Brittiska universitet 2005 av the Times Higher Education Supplement samt följande år av The Sunday Times. 
University of Manchester välkomnar mångkultur med cirka 7 400 internationella studenter från 180 länder. De tre mest representerade länderna är Kina (inkl. Hongkong), Malaysia och Grekland. Sverige finns inte representerat i universitetets topplista över internationella studenter och bidrar följaktligen med färre än det land som ligger på tjugonde plats, Japan med 75 studenter. Däremot erbjuder universitetet utbytesprogram med bland annat universiteten i Lund och Uppsala.

## Historia

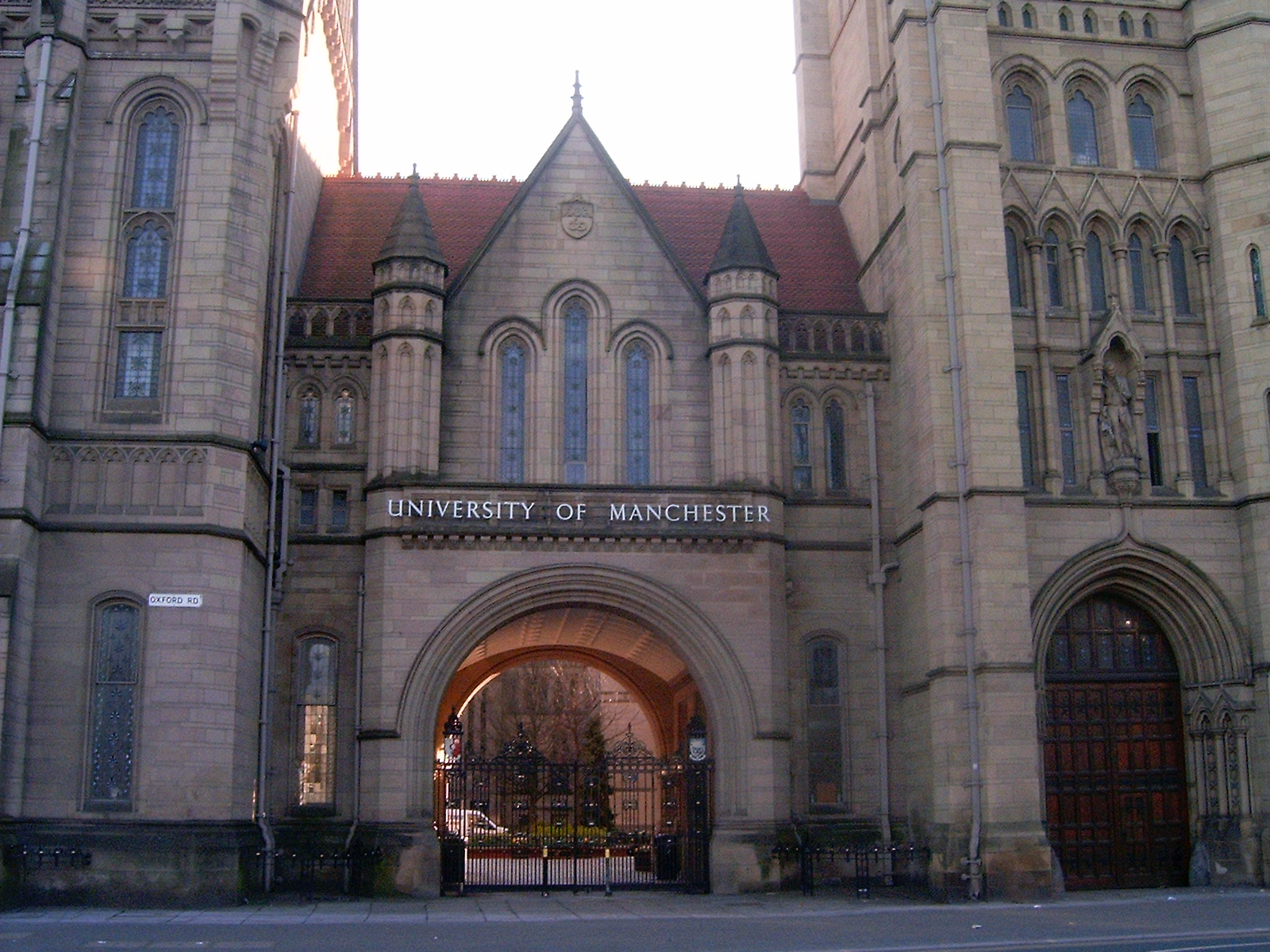
Whitworth Hall

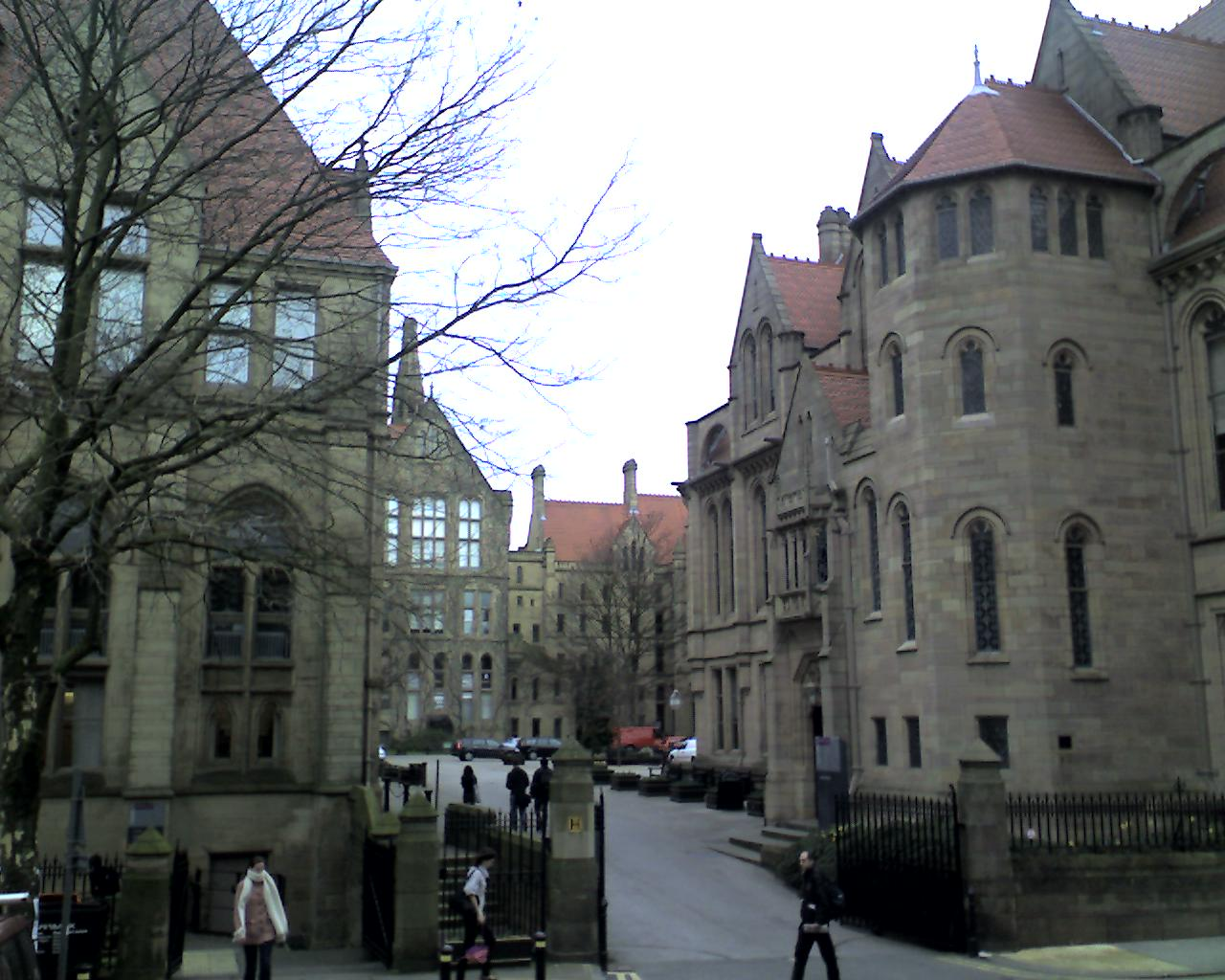
The University of Manchester

Medan universitetet i nuvarande form etablerades 2004, bygger det på delar från 1824. Universitets historia är relaterad till Manchesters utveckling till världens första industriella stad. John Dalton etablerade tillsammans med Manchesters affärsmän och industrialister Mechanics' Institute (som senare kom att bli UMIST) 1824 för att tillse att arbetare kunde lära sig vetenskapliga grundprinciper. Samtidigt donerade år 1851 John Owens, textil-handlare från Manchester, 96 942 pund i syfte att grunda en högskola för män utan bakgrund inom sekter. Owens  College, som senare döptes om till the Victoria University of Manchester, etablerades och erkändes med Royal Charter 1880 för att bli Englands första allmänna universitet.
1905 utgjorde de två institutionerna en stark och aktiv kraft i området, med Mechanics' Institute (senare UMIST) som bildade en teknologisk fakultet och jobbade tillsammans med the Victoria University of Manchester. Innan sammanslagningen hade universiteten tillsammans producerat 23 Nobelpristagare, med tidigare lärare och studenter. Manchester har traditionellt varit särskilt starka inom vetenskapliga ämnen, bland annat med atomens nukleära natur upptäckt i Manchester.
Kända vetenskapsmän knutna till universitetet inkluderar fysikerna John Dalton, Osborne Reynolds,  Niels Bohr, Ernest Rutherford, James Chadwick, Arthur Schuster, Hans Geiger, Ernest Marsden och Balfour Stewart. Men universitet har även bidragit inom andra områden, med matematiker som Paul Erdős, Horace Lamb och Alan Turing, författaren Anthony Burgess, filosoferna Ludwig Wittgenstein och Alasdair MacIntyre, vinnare av Pritzker Prize och RIBA Stirling Prize arkitekten Norman Foster samt kompositören Peter Maxwell Davies – samtliga med band till universitetet eller staden Manchester. Välkända ansikten bland nuvarande lärare omfattar bland annat författaren Martin Amis, datorvetenskapsmannen Steve Furber, litteraturkritikern Terry Eagleton och ekonomen Richard Nelson.

## Topplistor
Times Higher World University Rankings placerade 2007 Manchester som världens 30:e bästa universitet. Detta följde den inledande utnämningen av the Times Higher Supplement's University of the Year prize 2005. Academic Ranking of World Universities publicerat 2007 av Shanghai Jiao Tong-universitetet placerade Manchester på femte plats i Storbritannien, nionde i Europa och 48:e i världen. 
Enligt en undersökning av High Fliers Research Limited, 'The Graduate Market in 2007', är studenter från University of Manchester mer attraktiva hos topprekryterare för 2007 års examensvakanser än något annat brittiskt universitet.

## Universitetet idag

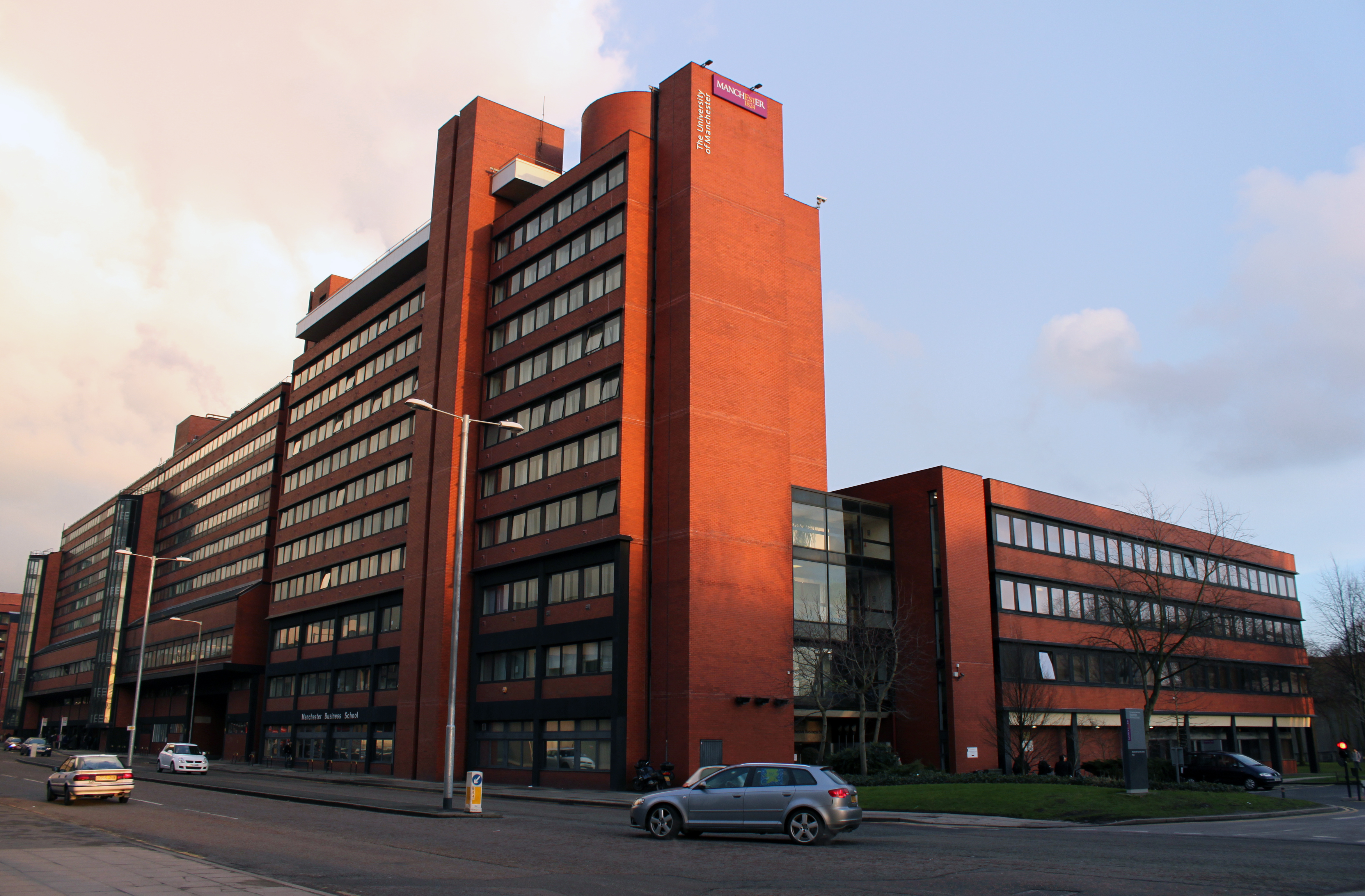
Manchester Business School, universitetets största enskilda institution.

University of Manchester blev officiellt den 22 oktober 2004, i samband med att den brittiska drottningen Elizabeth II lämnade över en Royal Charter. Det har idag flest antal heltidsstuderande i Storbritannien, såvida man inte sammanräknar det uppdelade University of London som ett enda universitet. Samtidigt utbildar universitetet i fler ämnen än något annat brittiskt universitet. Man har som uttalat mål att 2015 ha etablerat sig bland världens 25 starkaste universitet inom forskning, baserat på de allmänt erkända kriterierna 'research excellence' och 'performance'. 
Manchester hade 2007 högst inkomst av alla brittiska universitet på totalt 640 miljoner pund (~7 miljarder kronor). Trots storleken är universitetet endast uppdelat i fyra fakultet med olika skolor under sig:
- Faculty of Medical and Human Sciences med skolorna Manchester Medical School; Dentistry; Nursing, Midwifery and Social Work; Pharmacy and Pharmaceutical Sciences; och Psychological Sciences.
- Faculty of Engineering and Physical Sciences bestående av skolorna Chemical Engineering and Analytical Sciences; Chemistry; Computer Science; Earth, Atmospheric and Environmental Science; Physics and Astronomy; Electrical & Electronic Engineering; Materials; Mathematics; och Mechanical, Aerospace and Civil Engineering.
- Faculty of Humanities inkluderar skolor inom Arts, Histories and Cultures; Education; Environment and Development; Architecture; Informatics; Languages, Linguistics and Cultures; Law; Social Sciences samt Manchester Business School.
- Faculty of Life Sciences som är en skola i sig. Består av en samling program relaterade till life sciences såsom biologi, farmaci och zoologi.

## Nobelpristagare
Kemi
- Ernest Rutherford 1908
- Arthur Harden 1929
- Norman Haworth 1937
- George de Hevesy 1943
- Robert Robinson 1947
- Alexander Todd 1957
- Melvin Calvin 1961
- John Charles Polanyi 1986
- Michael Smith 1993

Fysik
- Joseph John Thomson 1906
- Lawrence Bragg 1915
- Niels Bohr 1922
- Charles Thomson Rees Wilson 1927
- James Chadwick 1935
- Patrick M.S. Blackett 1948
- Hans Bethe 1967
- Nevill F. Mott 1977
- Andre Geim och Konstantin Novoselov 2010[12]

Fysiologi och medicin
- Archibald V. Hill 1922
- Sir John Sulston 2002

Ekonomi
- John Hicks 1972
- Sir Arthur Lewis 1979
- Joseph Stiglitz 2001